# مايكل باول (محامي)
ميخائيل باول (بالإنجليزية: Michael Powell) هو محامي أمريكي، ولد في 23 مارس 1963 في برمنغهام في الولايات المتحدة.

## وصلات خارجية
- مقالات تستعمل روابط فنية بلا صلة مع ويكي بيانات